# Karol Koziołek
Karol Koziołek (ur. 1 marca 1856 w Otmęcie, zm. 8 grudnia 1938 tamże) – polski ksiądz katolicki i działacz narodowy na Śląsku Opolskim, prezes I Dzielnicy ZPwN, poseł do Sejmiku Opolskiego (1928–1932).

## Życiorys
Od 1868 do 1877 uczył się w opolskim gimnazjum, po czym wyjechał do Wrocławia studiować teologię i filozofię. W 1880 założył na tamtejszym uniwersytecie Towarzystwo Studentów Górnoślązaków. W 1882 podjął naukę w seminarium duchownym w Ratyzbonie, by rok później uzyskać święcenia kapłańskie.
W 1890 otrzymał probostwo w Woli niedaleko Pszczyny, a od 1897 aż do przejścia na emeryturę w 1934 zarządzał parafią w Grabinie koło Prudnika, gdzie również opiekował się polską szkołą mniejszościową. Odprawiał msze jedynie w języku polskim. Mawiał: „Nie przystoi Polakowi mówić źle po polsku, bo przecież my tu na Śląsku jesteśmy takimi samymi Polakami co nasi bracia w Polsce”.
Zabiegał o przyłączenie całego powiatu prudnickiego do obszaru plebiscytowego.
Po podziale Śląska w 1922 pozostał w jego zachodniej części, gdzie współzakładał Polsko-Katolicką Partię Ludową. Z jej list został w 1928 wybrany jednym z trzech polskich posłów do sejmiku rejencji opolskiej. Mandat pełnił do 1932.
Od 1930 do 1935 sprawował funkcję prezesa I Dzielnicy Związku Polaków w Niemczech. W latach 30. sprawował nadzór nad polską szkołą w Grabinie. 5 lutego 1936 wybrano go honorowym prezesem I Dzielnicy ZPwN.
W 1931 zainicjował petycję do kanclerza Brüninga w obronie praw polskich Ślązaków w prowincji opolskiej.
W 1934 przeszedł na emeryturę resztę życia spędzając w rodzinnym Otmęcie. Tam zmarł 8 grudnia 1938 i 13 grudnia został pochowany.

## Upamiętnienie

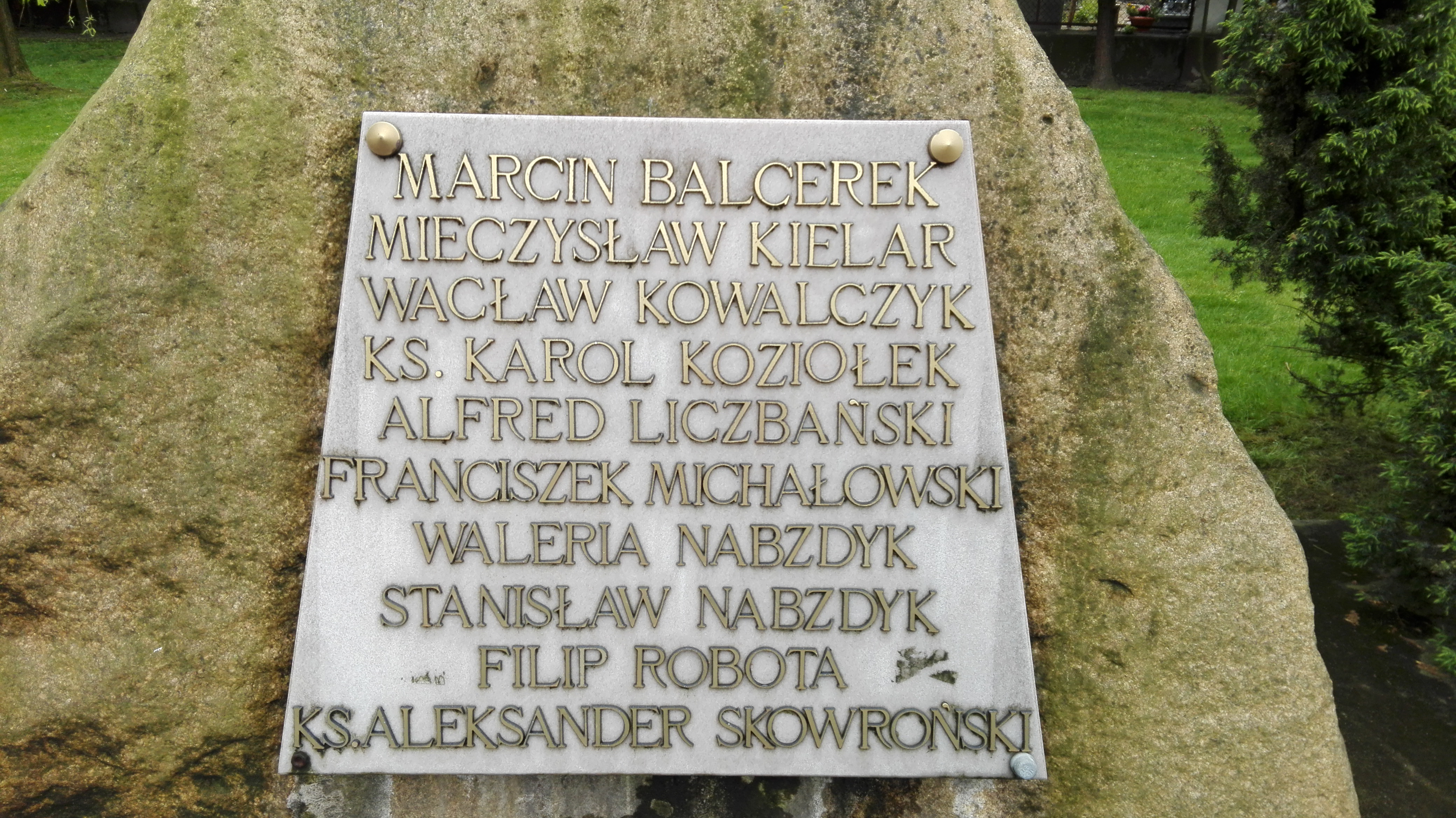
Głaz upamiętniający nauczycieli walczących o polskość Ziemi Prudnickiej

- Karol Koziołek jest jedną z osób wpisanych na tablicę na Głazie upamiętniającym nauczycieli walczących o polskość Ziemi Prudnickiej w Prudniku[4], gdzie jest również patronem ulicy na Jasionowym Wzgórzu[5].
- W Krapkowicach, w prawobrzeżnej części miasta, w Otmęcie, znajduje się ulica nosząca imię ks. Karola Koziołka.